# Grande Prêmio do México de 1965
Resultados do Grande Prêmio do México de Fórmula 1 realizado na Cidade do México em 24 de outubro de 1965. Décima e última etapa da temporada, foi palco da única vitória do norte-americano Richie Ginther e da primeira vitória da Honda como equipe.

## Resumo
Foi a décima quarta e última dobradinha norte-americana na Fórmula 1.
Primeira vitória de um carro com pneus Goodyear na categoria.

## Classificação da prova
| Pos. | Nº | Piloto              | Construtor     | Voltas | Tempo/Diferença            | Grid | Pontos |
| ---- | -- | ------------------- | -------------- | ------ | -------------------------- | ---- | ------ |
| 1    | 11 | Richie Ginther      | Honda          | 65     | 2:08:32.10                 | 3    | 9      |
| 2    | 8  | Dan Gurney          | Brabham-Climax | 65     | + 2.89                     | 2    | 6      |
| 3    | 6  | Mike Spence         | Lotus-Climax   | 65     | + 1:00.15                  | 6    | 4      |
| 4    | 16 | Jo Siffert          | Brabham-BRM    | 65     | + 1:54.42                  | 11   | 3      |
| 5    | 12 | Ronnie Bucknum      | Honda          | 64     | + 1 volta                  | 10   | 2      |
| 6    | 21 | Richard Attwood     | Lotus-BRM      | 64     | + 1 volta                  | 17   | 1      |
| 7    | 14 | Pedro Rodríguez     | Ferrari        | 62     | + 3 voltas                 | 14   |        |
| 8    | 2  | Lorenzo Bandini     | Ferrari        | 62     | + 3 voltas                 | 7    |        |
| Ret  | 3  | Graham Hill         | BRM            | 56     | Motor                      | 5    |        |
| Ret  | 18 | Moisés Solana       | Lotus-Climax   | 55     | Ignição                    | 9    |        |
| Ret  | 15 | Jo Bonnier          | Brabham-Climax | 43     | Suspensão                  | 12   |        |
| Ret  | 10 | Jochen Rindt        | Cooper-Climax  | 39     | Ignição                    | 15   |        |
| Ret  | 7  | Jack Brabham        | Brabham-Climax | 38     | Vazamento de óleo          | 4    |        |
| Ret  | 4  | Jackie Stewart      | BRM            | 35     | Embreagem                  | 8    |        |
| Ret  | 22 | Bob Bondurant       | Lotus-BRM      | 29     | Suspensão                  | 17   |        |
| Ret  | 9  | Bruce McLaren       | Cooper-Climax  | 25     | Câmbio                     | 14   |        |
| Ret  | 5  | Jim Clark           | Lotus-Climax   | 8      | Motor                      | 1    |        |
| DNS  | 22 | Innes Ireland       | Lotus-BRM      |        | Carro entregue a Bondurant |      |        |
| DNS  | 24 | Ludovico Scarfiotti | Ferrari        |        | Carro entregue a Rodríguez |      |        |

## Tabela do campeonato após a corrida
|  | Pos. | Piloto         | Pontos  |
|  | ---- | -------------- | ------- |
|  | 1    | Jim Clark      | 54      |
|  | 2    | Graham Hill    | 40 (47) |
|  | 3    | Jackie Stewart | 33 (34) |
|  | 4    | Dan Gurney     | 25      |
|  | 5    | John Surtees   | 17      |

|   | Pos. | Construtor     | Pontos  |
| - | ---- | -------------- | ------- |
|   | 1    | Lotus-Climax   | 54 (58) |
|   | 2    | BRM            | 45 (61) |
| 1 | 3    | Brabham-Climax | 27 (31) |
| 1 | 4    | Ferrari        | 26 (27) |
|   | 5    | Cooper-Climax  | 14      |

- Nota: Somente as primeiras cinco posições estão listadas. Apenas os seis melhores resultados de cada piloto ou equipe eram computados visando o título. Neste ponto esclarecemos: na tabela dos construtores figurava somente o melhor colocado dentre os carros de um time. No presente caso, os campeões da temporada surgem grafados em negrito.